# Boomi
Boomiは、2010年にデルが買収したビジネスユニットであり、Integration Platform as a Service（iPaaS） 、 API管理、マスターデータ管理、およびデータプレパレーションが専門である。  Boomiはペンシルベニア州バーウィンで設立され、2007年に最初にサービスを開始した。2021年、デルより売却され独立したソフトウェア企業として運営されている。Gartner® iPaaSのMagic Quadrant™にて実行能力において最上位の位置づけと評価されているように、iPaaSの分野では高い評価を受けている1社である。 

## 歴史
Boomiは2000年に設立され、「構成ベース」の統合から始まった。そのテクノロジーにより、ユーザーはビジュアルインターフェイスとドラッグアンドドロップ技術を使用して統合プロセスを構築および展開できる。このインターフェースは、現在のBoomiプラットフォームの重要な要素の1つとなっている。同社は、地母神を代表するヒンドゥー教の女神、ブーミ(地天)にちなんで名付けられた。 
2007年、Boomiは、統合クラウドである「AtomSphere」として現在知られるテクノロジーをリリースした。 AtomSphereには、統合を構築するためのビジュアル、ポイントアンドクリックインターフェイスがあり、ブラウザーベースのUIを介して管理できる。 
2010年11月2日、Boomiはデルによる買収を発表した。 
2017年3月、Boomiはクラウド開発プラットフォーム企業ManyWhoを買収した。 
2019年12月、BoomiはUnifi Softwareを買収した 。 
2020年2月、BoomiはIntegration Center of Excellence（ICoE）サービスをリリースした。 
2021年5月、デルはプライベートエクイティ会社のFrancisco PartnersとTPG Capitalに40億ドル（約4400億円）で売却する契約を締結したと発表した。
2022年6月時点でBoomiは、iPaaS業界では最大級の顧客基盤を獲得したと発表した。 

## プラットホーム
Boomiは、アプリケーションとデータソースの接続を可能にするサービスとしての統合プラットフォーム（iPaaS）を提供するローコード開発プラットフォームである。 このプラットフォームは、クラウド統合のためのAPI 、ライフサイクル管理、およびイベント駆動型アーキテクチャ機能を提供する。 これには、APIプロキシ、APIゲートウェイ、API開発者ポータルが含まれる。 
このプラットフォームは、イベント駆動型アーキテクチャもサポートする。  BoomiのEDAパートナーには、Dell EMCとSolaceのほか、メッセージブローカー、イベントメッシュ、ストリーミング、pub / subテクノロジーを専門とするベンダーが含まれる。 このプラットフォームは、Amazon SQS、MicrosoftのAzure Service Busサービス、およびPivotalのRabbitMQの統合も提供する。 
BoomiがUnifi Softwareを買収した後、Boomiはデータ検出、カタログ、およびプレパレーションツールをプラットフォームに組み込み、Unifiをスタンドアロン製品として提供し続けている。  
2019年8月、BoomiのiPaaSはFedRAMPによって承認された。 
Boomiのプラットフォームは現在、アメリカがん協会、バンク・オブ・アメリカ・メリルリンチ、ギリアド・サイエンシズ、インターナショナル・ジャスティス・ミッション、ノバルティス、スカイグループ、シドニー工科大学で利用されている。  
日本国内においては、株式会社JERAや株式会社DNP情報システムなどで導入が進んでいる。 
Boomiが実行するICoEサービスは、統合のための再利用可能なフレームワークと業界ガイドラインを提供する。 